# Kendall Brown
Kendall Thomas Brown (ur. 11 maja 2003 w Cottage Grove) – amerykański koszykarz, występujący na pozycjach rzucającego obrońcy lub niskiego skrzydłowego, obecnie zawodnik Indiany Pacers oraz zespołu G-League – Fort Wayne Mad Ants.
Kendall zanim został profesjonalistą, studiował na Uniwersytecie Baylor i grał w ich drużynie Baylor Bears. W 2019 został zaliczony do składu MaxPreps Sophomore All-America honorable mention. W 2021 wystąpił w spotkaniach gwiazd amerykańskich szkół średnich McDonald’s All-American, Jordan Brand Classic, Nike Hoop Summit.
Jego ojciec Courtney grał w koszykówkę na uczeni Southwest Missouri State, następnie w Europie, Ameryce Południowej oraz zespole Harlem Globetrotters.

## Osiągnięcia
Stan na 18 stycznia 2023, na podstawie, o ile nie zaznaczono inaczej.
NCAA
- Uczestnik rozgrywek II rundy turnieju NCAA (2022)
- Mistrz sezonu regularnego konferencji Big 12 (2022)
- Zaliczony do I składu:
  - najlepszych pierwszorocznych zawodników Big 12 (2022)
  - turnieju Battle 4 Atlantis  (2021)
- Najlepszy nowo przybyły zawodnik tygodnia konferencji Big 12 (20.12.2021, 7.03.2022)

3x3
- Wicemistrz USA U–18 (2019)